# 1735 en musique classique
| \| • Retour à la chronologie générale de la musique classique • \| |
| Grèce • Rome • Haut Moyen Âge • VIIIe siècle • IXe siècle • Xe siècle • XIe siècle XIIe siècle • XIIIe siècle • XIVe siècle • XVe siècle • XVIe siècle • XVIIe siècle XVIIIe siècle • XIXe siècle • XXe siècle • XXIe siècle |
| • Retour à la chronologie générale de la musique classique • |

| Années en musique classique : 1732 - 1733 - 1734 - 1735 - 1736 - 1737 - 1738    |
| Décennies en musique classique : 1700 - 1710 - 1720 - 1730 - 1740 - 1750 - 1760 |

## Événements
- Introduction de l’opéra italien en Russie (1735-1742). Troupe permanente dirigée par le Napolitain Francesco Araja (la Force de l’amour et de la haine). Fondation de l’école de ballet par le Français Landet. Représentation du Titus, de Johann Adolph Hasse, de la Russie opprimée et consolée, de Domenico Dalloglio.
- Première représentation connue d'un opéra dans les Colonies américaines, Flore, à Charleston.
- Premier livre de pièces de clavecin, de Louis-Claude Daquin.
- Publication des 12 Fantaisies pour violon seul de Georg Philipp Telemann, publiées à Hambourg.

### Créations
- 8 janvier : Ariodante, opéra de Georg Friedrich Haendel, créé au Covent Garden de Londres.
- 16 avril : Alcina, opéra de Georg Friedrich Haendel, créé à  Londres.
- 23 août : les Indes galantes, opéra-ballet, de Jean-Philippe Rameau, créé à Paris.

#### Date indéterminée
- Cantates de Johann Sebastian Bach :
  - Die Freude reget sich ;
  - Oratorio de l'Ascension (Lobet Gott in seinen Reichen) ;
  - Schliesst die Grudt! ;
  - Wär Gott nicht mit uns diese Zeit.

## Naissances

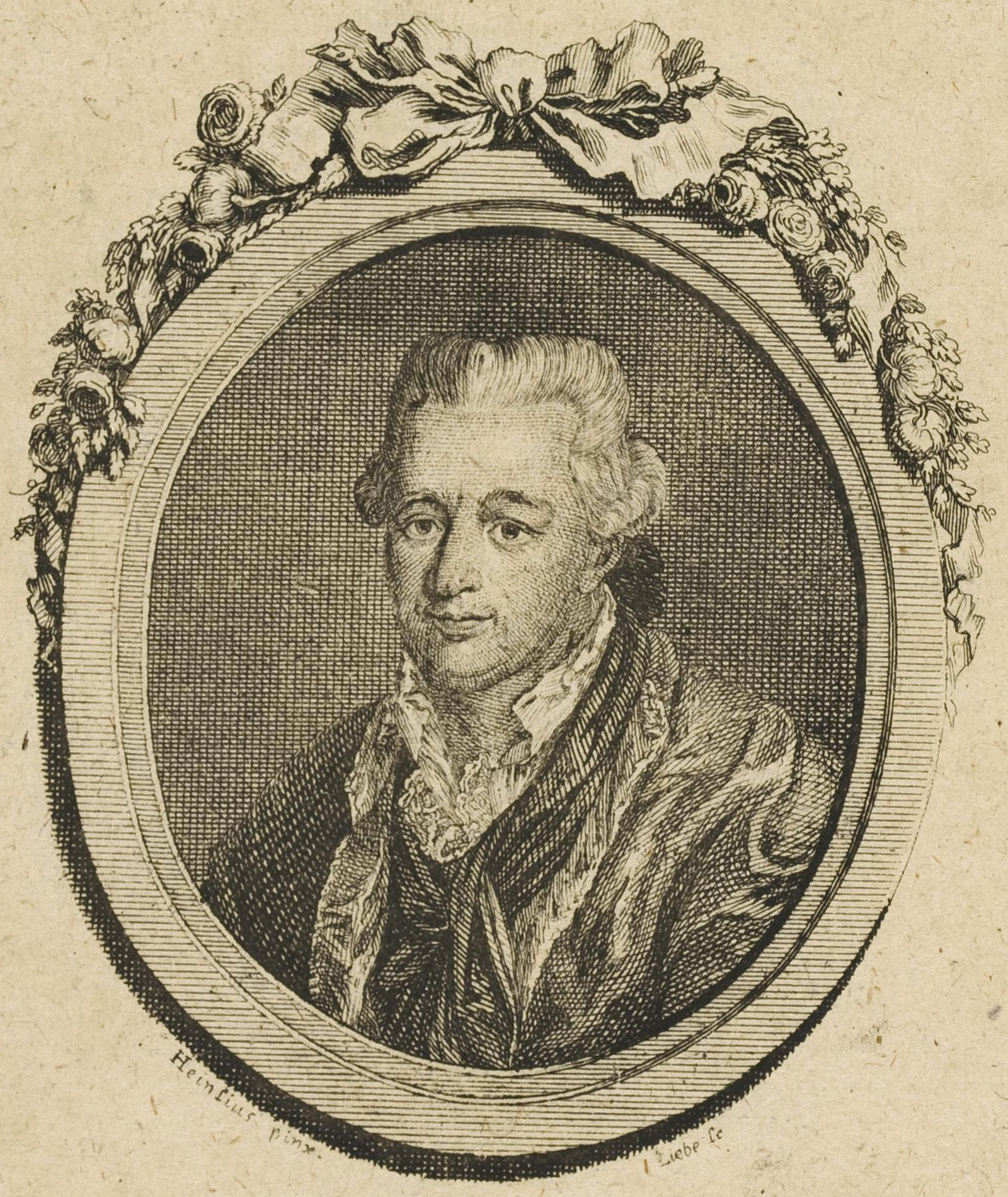
Ernst Wilhelm Wolf

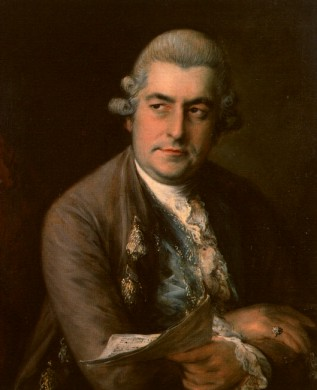
Johann Christian Bach

- 25 février : Ernst Wilhelm Wolf, maître de chapelle et compositeur allemand († 1er décembre 1792).
- 12 avril : Pierre Lahoussaye, violoniste, compositeur et chef d'orchestre français († 1818).
- 27 avril : Clairval, chanteur lyrique et comédien († 1795).
- 6 juin : Anton Schweitzer, compositeur allemand († 23 novembre 1787).
- 10 juillet : Giovanni Bertati, librettiste italien († décembre 1815).
- 5 septembre : Johann Christian Bach, compositeur allemand († 1er janvier 1782).
- 17 novembre : Antoine-Alexandre-Henri Poinsinet, dramaturge et librettiste français († 1769).
- 26 novembre : Giambattista Varesco, abbé italien, musicien, poète et librettiste († 25 août 1805).

Date indéterminée
- Louis-Guillaume Pitra, auteur dramatique et librettiste français († 1818).
- Simon Simon, compositeur et claveciniste français († 1787).
- Mattia Vento, compositeur, claveciniste et professeur de musique italien († 22 novembre 1776).

Vers 1735 :
- Mme Papavoine, compositrice française (morte vers 1755-61).
- Valentin Roeser, compositeur et clarinettiste allemand ayant fait carrière en France († 1782).
- Carl Leopold Röllig, joueur de Glassharmonica et compositeur allemand († 4 mars 1804).
- 1720, 1735 ou 1740 : Johann Schobert, compositeur et claveciniste († 28 août 1767).

## Décès
- 12 janvier : John Eccles, compositeur anglais (° 1668).
- 6 juin : Georg Österreich, compositeur, organiste allemand (° 17 mars 1664).
- 22 juin : Pirro Albergati, compositeur baroque italien. (° 20 septembre 1663).
- 18 juillet : Johann Krieger, compositeur et organiste allemand (° 28 décembre 1651).
- 16 août : Jacob Denner,  facteur d'instruments à vent de la famille des bois (° 3 août 1681).

Date indéterminée :
- Jean-Nicolas de Francine, directeur de l'Académie royale de Musique (° 1662).